# Auguste Hériot
Pour les articles homonymes, voir Hériot.
Charles Auguste Hériot, né à Essoyes le 2 mars 1826 et mort à Paris le 28 mars 1879, est un homme d'affaires français.

## Biographie
Fils aîné de Claude Hériot (1802-1855), marchand de vin, et de sa femme née Virginie Bertrand., Auguste Hériot quitte son village natal et s'installe comme vendeur à Paris. 
À partir de 1855, il s'associe avec Alfred Chauchard, commis au magasin Au Pauvre diable, et (Charles Eugène) Léonce Faré pour louer le rez-de-chaussée de l'Hôtel du Louvre, qui vient d'ouvrir ses portes, rue de Rivoli, où ils créent « Les Galeries du Louvre ». Les locaux sont loués à La Compagnie Immobilière de Paris et les frères Pereire avancent des fonds pour le lancement de l'affaire. En 1857, Faré se retire, à tort, car le commerce ne cesse de prospérer. En 1875, les deux associés sont en mesure de racheter l'ensemble de l'immeuble (qui abrite aujourd'hui le Louvre des antiquaires). Après deux ans de travaux, ils ouvrent Les Grands Magasins du Louvre. La société ne disparaîtra qu'en 1974.
En 1874, Auguste Hériot achète au Vésinet la villa Stoltz, avenue Centrale (actuelle av. Georges Clemenceau) (démolie en 1882).
Il meurt sans postérité, laissant les trois quarts de sa fortune à son frère Olympe et le quart restant à sa mère, qui meurt quelques mois plus tard, ainsi que des rentes à ses deux maîtresses en titre. Il est inhumé dans sa ville natale d'Essoyes.
Auguste Hériot a servi de modèle à Émile Zola pour le personnage d’Octave Mouret, héros du roman Au Bonheur des Dames (1883).